# (5082) Nihonsyoki
(5082) Nihonsyoki (1977 DN4) – planetoida z pasa głównego asteroid okrążająca Słońce w ciągu 5 lat i 199 dni w średniej odległości 3,13 j.a. Została odkryta 18 lutego 1977 roku.